# Lienella fasciata
Lienella fasciata là một loài tò vò trong họ Ichneumonidae.